# ケン・グリムウッド
ケン・グリムウッド（Ken Milton Grimwood、1944年2月27日 - 2003年6月6日）は、アメリカ合衆国のSF作家、ファンタジー作家。代表作は『リプレイ』。ペンネームとしてアラン・コクラン (Alan Cochran) を使うこともあった。
アラバマ州ドーサンに生まれ、フロリダ州ペンサコーラで育った。バード大学で心理学を学ぶ。ロサンゼルスのラジオ局で編集者として勤務する傍ら小説を執筆。1976年「Breakthrough」でデビュー。専業作家となったのは『リプレイ』で成功を収めてからだった。
処女長編となった Breakthrough（1976年）は、ECコミックに強く影響された作風で、SF、転生、ホラーなどの要素があり、予測不能の結末を迎える。本としてはあまり売れなかったが評論家の評価は高く、映画化の話も持ち上がった。しかし、ほぼ同時期に David Williams の書いた Second Sight（1977年）と酷似していることが問題となり、そちらが先にテレビ映画 The Two Worlds of Jennie Logan (1979) となったため、映画化の話は消えた。なお、David Williams はつい最近までグリムウッドのことも Breakthrough のことも全く知らなかったという。
世界幻想文学大賞を受賞した『リプレイ』（1988年）は、43歳のラジオ・ジャーナリストが死に、1963年の18歳の自分の身体に戻っていることに気づくという話である。主人公は25年間の記憶を持ちながら、人生を追体験し始める。この本は特に日本でベストセラーになった。また、その時間ループ構造がハロルド・ライミスのコメディ映画『恋はデジャ・ブ』（1993年）の先駆けとして言及されることがある。
『ディープ・ブルー』（1995年）はグリムウッドのクジラ目の知性への愛着、イルカとの出会い、イルカ同士のコミュニケーションについての研究などから生まれた。イルカの知能を解明しようと奮闘する海洋生物学者を描いたもので、イルカ視点のイマジネーション豊かな一節が時折挟み込まれているのが特徴である。グリムウッドはマグロ漁の実態を取材するため、サンタバーバラのマグロ漁船に正体を隠して船員として乗り組んだという。
2003年6月6日、カリフォルニア州サンタバーバラの自宅で、心臓発作により死去。死の直前までグリムウッドは『リプレイ』の続編に取り組んでいた。

## 著作リスト
- Breakthrough (1976、未訳)
- Elise (1979、未訳)
- Voice Outside (1982、未訳)
- 「リプレイ」 Replay (1988) :1988年度世界幻想文学大賞受賞
- 「ディープ・ブルー」 Into the Deep (1995)